# 다카하시 유지
다카하시 유지(일본어: 高橋 祐治, 1993년 4월 11일 ~ )는 일본의 축구 선수이다. 현재 J1리그의 시미즈 에스펄스에서 뛰고 있다.

## 구단 경력
그는 2012년부터 J리그의 교토 상가 FC, 카마타마레 사누키, 사간 도스, 가시와 레이솔, 시미즈 에스펄스에서 뛰었다.